# Verhandeling in drie delen
De Verhandeling in drie delen is een gnostisch geschrift. Een Koptische vertaling maakte deel uit van de vondst van de Nag Hammadigeschriften in 1945. Er moet een oorspronkelijk Griekse tekst zijn geweest, maar daar is nooit iets van gevonden. Het werk behoort tot de teksten die zijn ontstaan in de gnostische beweging die aangeduid wordt als het valentinianisme. De grondlegger van die beweging was Valentinus (overleden na 155) .
Het is na Zostrianus het langste van de bij Nag Hammadi gevonden manuscripten. Van alle gevonden valentiniaanse geschriften geeft dit de meest uitvoerige beschrijving van de valentiniaanse theologie. Dit werk heeft ook een veel systematischer opbouw van de tekst dan een ander over deze theologie, het Evangelie der Waarheid.
Het geschrift zelf had geen titel. De huidige titel is gekozen, omdat de tekst drie duidelijk te onderscheiden delen heeft. Het eerste deel handelt over het pleroma, de volheid, structuur en verblijfplaats van de goddelijke wereld. Het beschrijft een aantal gebeurtenissen die daar plaatsvinden. Het tweede – veel  kortere – deel handelt over de schepping van de mens. Het derde deel handelt over de verlossing en  de valentiniaanse drieledige indeling van de mensheid.

## Algemene noties
De valentinianen gingen uit van een drieledige werkelijkheid. Die was verdeeld in een pneumatische wereld (de goddelijke wereld), een psychische wereld (de wereld van de demiurg) en een stoffelijke wereld (de onvolmaakte zichtbare wereld met al het kwaad, dat in de gnostiek gecreëerd  wordt door de demiurg). In de Verhandeling in drie delen  wordt ook de mensheid in drie typen ingedeeld; de pneumatici  (geestelijke mensen),  de psychici (psychische mensen) en de hylici (hylẽ, stof, stoffelijke mensen).
De goddelijke wereld wordt in alle gnostische stromingen aangeduid met het woord pleroma. Het is de benaming voor de volheid, de structuur en verblijfplaats van de goddelijke wereld. Er zijn binnen de gnostiek en ook binnen het valentinianisme meerdere constructies van een pleroma. In de meeste gnostische constructies is sprake van een top van het pleroma, dat bestaat uit drie hypostasen, goddelijke zijnsvormen, die te vergelijken zijn met de drie-eenheid van het orthodoxe christendom. Het handelt dan om de figuur van een onkenbare, niet te bevatten Vader, een Moeder en een Zoon.
In alle gnostische teksten over het pleroma verschijnen dan eonen. Dat zijn emanaties van de Moeder en de Zoon. Het zijn goddelijke krachten van een lagere orde. In vrijwel alle gnostische teksten ontstaat dan een breuk in de volmaaktheid van het pleroma, omdat een van de eonen een handeling verricht waardoor dat eon of een deel daarvan buiten het pleroma geraakt. In de meeste gevallen heeft dat eon de naam Sophia ( Wijsheid). In de Verhandeling in drie delen is dat echter een eon met de naam Logos.

## Essentie van de inhoud
In de Verhandeling in drie delen is  sprake van een accent op een drie-eenheid van de Vader, de Zoon en de Kerk (Ekklẽsia), waarmee het geheel van eonen wordt bedoeld.
In deze tekst  was het gehele pleroma aanvankelijk in onbewuste toestand in de Vader aanwezig en de eonen zijn in God zelf ingesloten als gedachten en gevoelens. De Vader wenst de eonen te transformeren in zelfstandig denkende wezens met een vrije wil. In de loop van dit proces wil een van de eonen, die in dit deel van de tekst nog logoi worden genoemd, iets doen wat niet kan. Hij wenst de onkenbaarheid van de niet te bevatten Vader te doorgronden. Hij wordt echter door een Grens in het pleroma van de Vader gescheiden. Het gevolg is dat het eon in tweeën splitst en het inferieure deel buiten het pleroma geraakt. Dit eon krijgt in dit deel van de tekst de naam Logos (Woord).  In de tekst wordt duidelijk dat deze gebeurtenissen door de Vader zijn voorzien.  De Vader had hem voortgebracht voor datgene waarvan Hij wist dat het moest gebeuren.
Het resultaat van de val uit het pleroma is de schepping van de  psychische en de stoffelijke  wereld en een groot aantal demonische krachten.  Logos krijgt echter berouw van zijn daad en zendt een gebed naar het pleroma on hulp. In antwoord hierop wordt door het pleroma de Verlosser (Christus)  gecreëerd. Hij openbaart zich aan de Logos die als dankbetuiging een geestelijk zaad creëert. In een later deel van de tekst wordt duidelijk, dat dit geestelijk zaad ook opgevat kan worden als het in de wereld brengen van de Kerk (Ekklẽsia)  voor diegenen die uiteindelijk verlost zullen worden
Logos brengt nu ook enige ordening in de psychische en de stoffelijke wereld die hij gecreëerd heeft en gaat zelf een positie innemen tussen deze werelden en het pleroma. Logos benoemt een Heerser die in de tekst de naam demiurg heeft. In feite is die echter slechts een instrument in handen van Logos.
Het volgende deel van de tekst handelt over de schepping van de mens. Er wordt een geestelijk- psychisch lichaam gecreëerd en de Logos  voorziet die van een ziel vanuit zijn eigen substantie. De demiurg voorziet echter ook zielen met zijn substantie. Op deze wijze ontstaan de drie soorten mensen in de valentiniaanse theologie.
Het laatste deel van de tekst handelt over de lotsbestemming van deze drie soorten. Die wordt duidelijk door de komst van de Verlosser. De  pneumatici, ( geestelijke mensen)  herkenden de Verlosser onmiddellijk en zullen dan ook zelf verlost worden. De psychici ( psychische mensen) aarzelden, maar kunnen nog enige hoop op verlossing hebben. De  hylici(stoffelijke mensen) die niet in staat waren de Verlosser te ontvangen en te herkennen zullen de verlossing nooit bereiken en ten onder gaan.  Dit deel eindigt met een uitgebreide lofzang op op de Verlosser.
De meeste auteurs op het vakgebied hebben de opvatting dat de Verhandeling in drie delen mede geschreven is in een poging om met behoud van de essentie van het valentinianisme  een tekst te hebben die meer aanvaardbaar was voor het orthodoxe kerkelijk christendom. Die auteurs wijzen ook op een aantal overeenkomsten met de leer van Origenes (185-253). De oorspronkelijke tekst wordt dan ook in de eerste helft van de derde eeuw gedateerd. 